# Resolución 3379 de la Asamblea General de las Naciones Unidas
La resolución 3379 de la Asamblea General de la ONU, aprobada el 10 de noviembre de 1975 por 72 votos a favor, 35 en contra y 32 abstenciones, equiparó al sionismo con el racismo en general y con el apartheid sudafricano en particular, y llamó a su eliminación, entendiéndola como una forma de discriminación racial. La resolución —que era de carácter declarativo y no vinculante—, referencia frecuente en los debates sobre sionismo y racismo, fue anulada por la resolución 46/86 del 16 de diciembre de 1991, una de las más cortas de la historia de la Asamblea General de las Naciones Unidas.

## Contexto
Tras la guerra de los Seis Días, en la cual resultaron derrotados los Estados árabes, se inició una ofensiva diplomática en la ONU y en otras tribunas internacionales por parte de Egipto y Siria para recuperar los territorios perdidos, al tiempo que se aprovisionaban de armamento moderno proporcionado por la Unión Soviética. La guerra de Yom Kipur fue el intento por recuperar esos territorios mediante el uso de la fuerza, ya que se negaban a toda negociación con la «entidad sionista». Israel logró conservar los territorios en disputa y, pese a ser el agredido en esa ocasión, no hizo sino agravar su aislamiento diplomático, mientras la causa palestina ganaba muchos enteros fuera también del área de influencia árabe, pero también a la imagen de Israel como potencia invasora.
La resolución 3379 de la ONU solo puede entenderse en el contexto de la aritmética de bloques de la Guerra Fría, con los países árabes, socialistas y no alineados votando juntos, conformando una mayoría automática en la ONU, que condenó sistemáticamente a Israel en repetidas ocasiones. Esa situación dio como resultado más de veinte resoluciones de la ONU contrarias a Israel (3089, 3210, 3236, 32/40, etc.), sumadas a las que adoptaron agencias dependientes como la Unesco, la Organización Internacional del Trabajo o la Organización Mundial de la Salud, que no solo exigían la retirada israelí de los territorios ocupados, sino que pusieron directamente en duda la legitimidad del Estado de Israel y sus fundamentos ideológicos. Es en ese contexto, como corolario a esa ofensiva diplomática, donde se produjo la resolución 3379, que deslegitimó de raíz una de las bases de la existencia de Israel, el sionismo, al equipararlo al racismo. Por otro lado, también debe leerse a la luz de las políticas del llamado tercermundismo, promovida por figuras políticas como el presidente mexicano Luis Echeverría. Este, en un cálculo político, utilizó la Conferencia Mundial del Año Internacional de la Mujer como una plataforma para proyectar su propia figura como miembro destacado del Movimiento de Países No Alineados y buscando la Secretaría General de las Naciones Unidas. Lo anterior produjo un boicot turístico de la comunidad judía estadounidense en contra de México, que visibilizó conflictos internos y externos de las políticas de Echeverría.
Aunque la resolución 3379 fue derogada en 1991 por iniciativa estadounidense, cumplió el objetivo de sus promotores de proscribir internacionalmente a Israel.

## La resolución de 1975
La resolución, tras una serie de considerandos, llegaba a la conclusión de que "el sionismo es una forma de racismo y discriminación racial". Tomó nota de otras resoluciones similares de convenciones y encuentros internacionales:
1. La Declaración de México sobre la igualdad de la mujer y su contribución para el desarrollo y la paz, proclamada por la Conferencia Mundial del Año Internacional de la Mujer (1975) afirmaba que "la paz y la cooperación internacionales exigen el logro de [...] la eliminación del colonialismo y el neocolonialismo, [...] del sionismo, del apartheid y de la discriminación racial en todas sus formas [...]".
2. La resolución 77 de la Asamblea de Jefes de Estado y de Gobierno de la Organización de la Unidad Africana consideró que "el régimen racista en Palestina ocupada y los regímenes racistas en Zimbabue y en Sudáfrica tienen un origen imperialista común, constituyen un todo, presentan la misma estructura racista y están orgánicamente vinculados en su política destinada a la represión de la dignidad y la integridad del ser humano".
3. La Declaración política y Estrategia para fortalecer la paz y la seguridad internacionales y reforzar la solidaridad y ayuda mutua de los países no alineados, aprobada en la Conferencia de Ministros de Relaciones Exteriores de los Países no Alineados, condenó severamente al sionismo como una amenaza a la paz y la seguridad mundiales y exhortó a todos los países a que se opusieran a él por racista e imperialista.

Jaim Herzog, entonces embajador israelí ante las Naciones Unidas, condenó enérgicamente la resolución:

Para nosotros, el pueblo judío, esta resolución basada en el odio, la falsedad y la arrogancia, está desprovista de todo valor moral o legal. Para nosotros, el pueblo judío, esto no es más que una hoja de papel y la trataremos como tal.

También dijo durante la asamblea: «Hitler se hubiera sentido como en su propia casa». Al finalizar su discurso, Herzog rasgó el documento por la mitad.

### Resultado de la votación

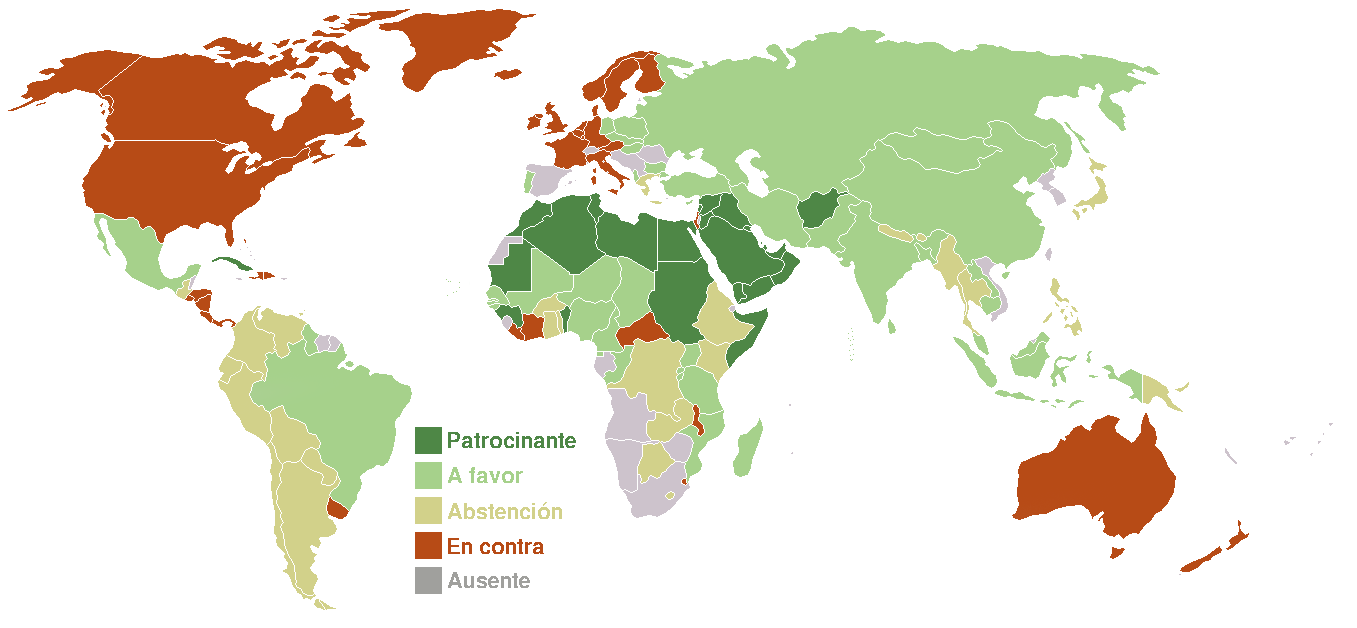
Resultado de la votación.

Patrocinada por: (25 estados) Afganistán, Arabia Saudita, Argelia, Baréin, Catar, Cuba, Dahomey, Egipto, Emiratos Árabes Unidos, Guinea, Irak, Jordania, Kuwait, Líbano, Libia, Mauritania, Marruecos, Omán, República Árabe del Yemen, República Democrática Popular del Yemen, Somalia, Sudán, Siria y Túnez.
A favor: (72 estados, 47 más los 25 patrocinantes) Albania, Bangladés, Brasil, Bulgaria, Burundi, Cabo Verde, Camboya, Camerún, Chad, Checoslovaquia, Chipre, Gambia, Granada, Guinea-Bisáu, Guinea Ecuatorial, Guyana, Hungría, India, Indonesia, Irán, Laos, Madagascar, Malasia, Maldivas, Malí, Malta, México, Mongolia, Mozambique, Níger, Nigeria, Pakistán, Polonia, Portugal, República Democrática Alemana, República del Congo, República Popular China, RSS de Bielorrusia, RSS de Ucrania, Ruanda, Santo Tomé y Príncipe, Senegal, Sri Lanka, Tanzania, Turquía, Uganda y la Unión Soviética.
En contra: (35) Australia, Austria, Bahamas, Barbados, Bélgica, Canadá, Costa de Marfil, Costa Rica, Dinamarca, El Salvador, Estados Unidos de América, Fiyi, Finlandia, Francia, Haití, Honduras, Islandia, Irlanda, Israel, Italia, Liberia, Luxemburgo, Malaui, Nicaragua, Noruega, Nueva Zelanda, Países Bajos, Panamá, Suazilandia, Suecia, Reino Unido, República Centroafricana, República Dominicana, República Federal Alemana y Uruguay.
Abstención: (32) Alto Volta, Argentina, Bolivia, Birmania, Botsuana, Bután, Chile, Colombia, Ecuador, Etiopía, Filipinas, Gabón, Ghana, Grecia, Guatemala, Jamaica, Japón, Kenia, Lesoto, Mauricio, Nepal, Papúa Nueva Guinea, Paraguay, Perú, Sierra Leona, Singapur, Tailandia, Togo, Trinidad y Tobago, Venezuela, Zaire y Zambia.
Ausencia: (3) España, Rumania y Sudáfrica.

## Posterior revocación

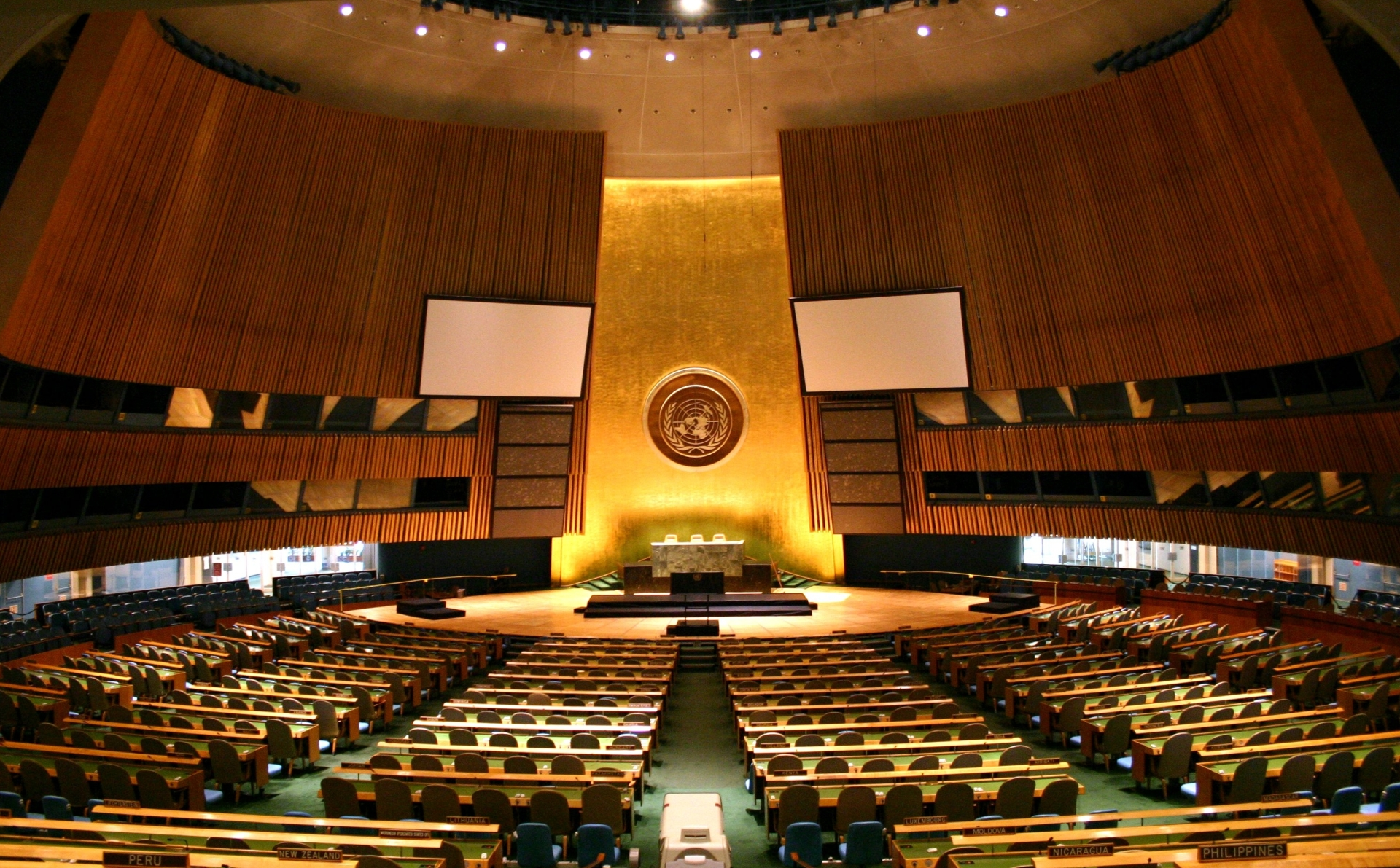
Salón de la Asamblea General de las Naciones Unidas en la ciudad de Nueva York.

La resolución 46/86 de la Asamblea General de la ONU revocó la determinación que figuraba en la resolución 3379 del 10 de diciembre de 1975, la cual, a pesar de que era sólo de carácter declarativo y no vinculante, significaba una dura condena al sionismo al considerarlo tan racista como el apartheid, además de abogar por su eliminación. Carece de considerandos y es una de las más cortas de la historia de las Naciones Unidas. Resultó aprobada el 16 de diciembre de 1991 con un total de 111 votos a favor, 25 en contra y 13 abstenciones.
El texto completo de la resolución dice:

46/86. Eliminación del racismo y la discriminación racial

La Asamblea General

Decide revocar la determinación que figura en su resolución 3379 (XXX), del 10 de noviembre de 1975.

74ª sesión plenaria

16 de diciembre de 1991
Resoluciones de la Asamblea General de la ONU, 46º período de sesiones